# Nekrolog 1184
Nekrolog
◄◄
| ◄
| 1180
| 1181
| 1182
| 1183
| 1184 | 1185 | 1186 | 1187 | 1188 | ► | ►►
Weitere Ereignisse | Allgemeiner Nekrolog 1184
Die Beschreibung der verstorbenen Person sollte so kurz wie möglich gehalten sein und nur deren signifikante Tätigkeit(en) enthalten.
Neue Namen ggf. auch unter dem Geburts- und Sterbedatum, also etwa unter 1. Januar und im Geburts- und Sterbejahr (2024) eintragen (nur bei entsprechender großer Wichtigkeit). Für Beispiele siehe die schon vorhandenen Artikel.
Außerdem über die fünf zuletzt Verstorbenen, zu denen es einen ausreichend guten Artikel für eine Präsentation auf der Hauptseite gibt, nach der todesbedingten Überarbeitung der Artikel ggf. auch unter Wikipedia Diskussion:Hauptseite informieren und sie am besten auch in den anderen Wikipedia-Sprachversionen eintragen. Tipp: Regelmäßig bei news.google.de nach „ist tot“, „gestorben“ oder „verstorben“ suchen.
Wenn eine Person gestorben ist, gibt es viele Seiten zu dieser Person in der Wikipedia, die davon auch betroffen sind und entsprechend aktualisiert werden müssen. Beispiele: Namenübersichtsseite, Geburtsjahr, Geburtsort-Seiten und viele mehr.
Wie finde ich die betroffenen Seiten?
Im Suchfeld auf der linken Seite gibt man den Suchbegriff so ein: „Vorname Nachname“. Dann klickt man auf Volltext und alle Seiten mit entsprechendem Suchtext werden aufgerufen. Hier sieht man dann schnell, wo auch das Todesjahr Sinn macht oder sogar ein Teil des Artikels angepasst werden muss. Auch hilft das „Werkzeug“ auf der linken Seite sehr gut, um solche Seiten aufzufinden: „Links auf diese Seite“. Somit ist die Wikipedia wieder aktuell in allen Bereichen! Hinweis: bei Eintragung der Kategorie „Gestorben JAHR“ wird der Missbrauchsfilter 49 ausgelöst, was jedoch nicht schlimm ist. Siehe: Spezial:Missbrauchsfilter/49
Dies ist eine Liste von im Jahr 1184 verstorbenen bekannten Persönlichkeiten. Die Einträge erfolgen innerhalb der einzelnen Daten alphabetisch sortiert. Tiere sind im Nekrolog für Tiere zu finden.

## Januar
| Tag        | Name             | Beruf, bekannt als                                               | Alter | Beleg |
| ---------- | ---------------- | ---------------------------------------------------------------- | ----- | ----- |
| 2. Januar  | Theodora Komnena | Herzogin von Österreich                                          |       |       |
| 13. Januar | Gerard Pucelle   | englischer Geistlicher und Kirchenrechtler, Bischof von Coventry |       |       |

## Februar
| Tag         | Name             | Beruf, bekannt als                                        | Alter | Beleg |
| ----------- | ---------------- | --------------------------------------------------------- | ----- | ----- |
| 16. Februar | Richard of Dover | anglonormannischer Geistlicher, Erzbischof von Canterbury |       |       |
| 17. Februar | Wartislaw        | Prinz von Pommern                                         |       |       |

## März
| Tag      | Name              | Beruf, bekannt als      | Alter | Beleg |
| -------- | ----------------- | ----------------------- | ----- | ----- |
| 2. März  | Pilgrim           | Bischof von Olmütz      |       |       |
| 18. März | Taira no Tadanori | General im Genpei-Krieg |       |       |

## Mai
| Tag    | Name                             | Beruf, bekannt als                       | Alter | Beleg |
| ------ | -------------------------------- | ---------------------------------------- | ----- | ----- |
| 1. Mai | Adelheid IV. von Sommerschenburg | Äbtissin von Gandersheim und Quedlinburg |       |       |

## Juni
| Tag      | Name      | Beruf, bekannt als | Alter | Beleg |
| -------- | --------- | ------------------ | ----- | ----- |
| 15. Juni | Magnus V. | König von Norwegen |       |       |

## Juli
| Tag      | Name        | Beruf, bekannt als       | Alter | Beleg |
| -------- | ----------- | ------------------------ | ----- | ----- |
| 8. Juli  | Otto I.     | Markgraf von Brandenburg |       |       |
| 26. Juli | Gozmar III. | Graf von Ziegenhain      |       |       |
| 26. Juli | Heinrich I. | Graf von Schwarzburg     |       |       |

## August
| Tag        | Name               | Beruf, bekannt als                                    | Alter | Beleg |
| ---------- | ------------------ | ----------------------------------------------------- | ----- | ----- |
| 11. August | Ermengol VII.      | Graf von Urgell                                       |       |       |
| 29. August | Waleran            | anglonormannischer Geistlicher, Bischof von Rochester |       |       |
| 31. August | Arnulf von Lisieux | französischer Bischof                                 |       |       |

## September
| Tag           | Name             | Beruf, bekannt als            | Alter | Beleg |
| ------------- | ---------------- | ----------------------------- | ----- | ----- |
| 30. September | Arnaud de Toroge | Großmeister des Templerordens |       |       |

## Oktober
| Tag         | Name                    | Beruf, bekannt als           | Alter | Beleg |
| ----------- | ----------------------- | ---------------------------- | ----- | ----- |
| 24. Oktober | Siegfried I. von Anhalt | römisch-katholischer Bischof |       |       |

## November
| Tag          | Name                                    | Beruf, bekannt als                                           | Alter | Beleg |
| ------------ | --------------------------------------- | ------------------------------------------------------------ | ----- | ----- |
| 11. November | Albert I. von Harthausen                | Bischof von Freising                                         |       |       |
| 15. November | William de Beaumont, 3. Earl of Warwick | englischer Magnat                                            |       |       |
| 15. November | Beatrix von Burgund                     | deutsche Königin und Kaiserin des Heiligen Römischen Reiches |       |       |
| 18. November | Jocelin de Bohun                        | anglonormannischer Geistlicher, Bischof von Salisbury        |       |       |

## Dezember
| Tag                   | Name        | Beruf, bekannt als             | Alter | Beleg |
| --------------------- | ----------- | ------------------------------ | ----- | ----- |
| 14. oder 15. Dezember | Bartholomew | anglonormannischer Geistlicher |       |       |

## Datum unbekannt
| Tag | Name                    | Beruf, bekannt als                               | Alter | Beleg |
| --- | ----------------------- | ------------------------------------------------ | ----- | ----- |
|     | Abu Yaqub Yusuf I.      | zweiter Kalif der Almohaden (1163–1184)          |       |       |
|     | Agnes de Châtillon      | Königin von Ungarn                               |       |       |
|     | Bénézet                 | katholischer Heiliger, Stadtpatron von Avignon   |       |       |
|     | Eckbert von Schönau     | Abt des Klosters Schönau                         |       |       |
|     | Geoffroy du Breuil      | französischer Geistlicher und Chronist           |       |       |
|     | Giorgi III.             | georgischer König                                |       |       |
|     | Hartwig I. von Lierheim | Bischof von Augsburg                             |       |       |
|     | Theodoros Kantakuzenos  | byzantinischer Rebell gegen Kaiser Andronikos I. |       |       |
|     | William de Vesci        | anglonormannischer Adliger                       |       |       |